# Ben Simmons
Benjamin David Simmons (ur. 20 lipca 1996 w Melbourne) – australijski koszykarz grający na pozycji rozgrywającego w drużynie Brooklyn Nets. Były zawodnik drużyn szkół średnich Box Hill oraz Montverde Academy, a także koledżu LSU. Złoty medalista Mistrzostw Australii i Oceanii w 2013 roku.
W 2015 wystąpił w meczu wschodzących gwiazd – Nike Hoop Summit oraz McDonald’s All-American.

## College
Po ukończeniu szkoły średniej Montverde na Florydzie Simmons zdecydował się na grę w uniwersyteckiej ekipie LSU Tigers, mieszczącej się w Baton Rouge. Zadebiutował 15 sierpnia w przedsezonowym meczu przeciwko drużynie Newcastle All-Stars, zdobywając 22 punkty, 10 zbiórek oraz 3 bloki, w czasie 37 minut. Przedsezonowy wyjazd do Australii drużyna LSU zakończyła z trzema zwycięstwami i dwiema porażkami, a Simmons notował średnio 20 punktów, 9 zbiórek, 5,4 asyst, 2,2 bloku oraz 3,6 przechwytu, co było najlepszym wynikiem w drużynie w każdej z tych statystyk.
W debiutanckim spotkaniu w NCAA, rozegranym 13 listopada 2015 roku, przeciwko McNeese State University, Simmons uzyskał double-double złożone z 11 punktów i 13 zbiórek. Do 2 listopada, w wygranym 119:108 meczu z North Florida, zdobył 43 punkty na skuteczności 75%, 14 zbiórek, 7 asyst, 5 przechwytów i 3 bloki. Był to najlepszy rezultat punktowy jednego zawodnika LSU od czasów Shaquille’a O’Neala w 1991 roku. Po kolejnych spotkaniach Simmonsa, Magic Johnson, będący członkiem Koszykarskiej Galerii Sław, nazwał go „najbardziej wszechstronnym graczem od czasów LeBrona Jamesa”.

## NBA
23 czerwca 2016 został wybrany z pierwszym numerem draftu 2016 przez Philadelphia 76ers. 3 lipca podpisał debiutancki kontrakt z 76ers.
W sezonie 2020/2021 zajął drugie miejsce w głosowaniu na obrońcę roku NBA.
10 lutego 2022 został wytransferowany do Brooklyn Nets.

## Osiągnięcia
Stan na 13 lutego 2022, na podstawie, o ile nie zaznaczono inaczej.
NCAA
- Najlepszy pierwszoroczny zawodnik:
  - NCAA (2016 według USBWA, Sporting News)[14]
  - konferencji Southeastern (SEC – 2016)[15]
- Zaliczony do I składu:
  - All-American (2016)
  - SEC (2016)
  - najlepszych pierwszorocznych zawodników SEC (2016)
  - turnieju Legends Classic (2016)

NBA
- Laureat nagród:
  - Debiutant Roku NBA (2018)[16]
  - Debiutant miesiąca (listopad 2017, styczeń, luty 2018)
- Uczestnik:
  - meczu gwiazd NBA (2019[17], 2020[18], 2021[a])
  - Rising Stars Challenge (2018, 2019)[21]
- Zaliczony do:
  - I składu:
    - defensywnego NBA (2020[22], 2021[23])
    - debiutantów NBA (2018)[24]
    - letniej ligi NBA (2016)

  - III składu NBA (2020)[25]

Reprezentacja
- Mistrz Oceanii (2013)
- Wicemistrz świata U–17 (2012)

## Statystyki

### NCAA
| Sezon   | Drużyna | M  | S5 | MPG  | FG%   | 3P%   | FT%   | RPG  | APG | SPG | BPG | PPG  |
| ------- | ------- | -- | -- | ---- | ----- | ----- | ----- | ---- | --- | --- | --- | ---- |
| 2015/16 | LSU     | 33 | 32 | 34,9 | 56,0% | 33,3% | 67,0% | 11,8 | 4,8 | 2,0 | 0,8 | 19,2 |